# São Bartolomeu (Borba)
São Bartolomeu is een plaats (freguesia) in de Portugese gemeente Borba en telt 932 inwoners (2001).